# Ângela Mercer de Mello
Angela Regina Mercer de Mello Nasser mais conhecida como Angela Mercer de Mello (Curitiba, 19 de junho de 1965) é uma professora, pedagoga e política brasileira filiada ao Partido Republicanos (PR).

## Vida pessoal
Nascida em Curitiba, é filha do dentista e ex-prefeito de Tibagi (por três gestões), José Tibagy de Mello e da museóloga e artesã Maria Regina Mercer de Mello. Pelo lado materno é descendente de ingleses que imigraram para o Brasil, sendo bisneta de Laurentina de Sá Bittencourt e Edmundo Alberto Mercer. Seu bisavô foi deputado estadual e também prefeito de Tibagi.
Ângela é professora de artes da rede estadual de ensino e já foi Chefe de Gabinete em duas ocasiões na prefeitura de Tibagi.

## Carreira política
Nas eleições municipais de 2008 foi eleita vereadora em Tibagi.
Já nas eleições municipais de 2012 candidatou-se a prefeita de Tibagi, tendo como vice Arthur Ricardo Nolte, do Partido da Social Democracia Brasileira (PSDB). Foi eleita a primeira mulher como prefeita do município. Em 2013, Ângela foi eleita presidente da Associação dos Municípios dos Campos Gerais (AMCG), tendo como vice Marcelo Rangel, prefeito de Ponta Grossa. Presidiu a associação até o inicio de 2014. Foi a primeira mulher a ocupar o cargo. Foi sucedida por Osmar Blum, prefeito de Carambeí.
Foi também vice-presidente da Associação de Consórcios Intermunicipais de Saúde do Paraná (Acispar), de 2015 a 2016, que tinha como presidente Roberto Pupin, prefeito de Maringá. Foi ainda presidente do Consórcio Intermunicipal de Saúde dos Campos Gerais (CIMSaúde) e integrou o conselho fiscal da Agência de Desenvolvimento da Cadeia da Madeira do Médio Rio Tibagi.
Ângela deixou o PTB e filiou ao Partido Social Cristão (PSC). Em 2016 filiou-se ao PSD e em seguida candidatou-se a reeleição, nas eleições municipais de 2016, tendo como vice Cornélio Jacob Aardoom (PSDB), mais conhecido como Nelinho. A chapa foi derrotada por Rildo Leonardi do Partido do Movimento Democrático Brasileiro (PMDB). Em 2019 Ângela foi nomeada chefe do Departamento da Diversidade e Direitos Humanos da Secretaria da Educação do Paraná, no governo de Ratinho Júnior.